# Bruno Renard (architect)
Bruno Renard (Doornik, 30 december 1781 – Sint-Joost-ten-Node, 17 juni 1861) was een Belgisch architect.

## Biografie

### Opleiding
Bruno Renard was een zoon van Jean-Baptiste Renard-Bourla uit Douai, een ondernemer van openbare werken. 
Bruno toonde reeds op zeer jonge leeftijd een aanleg voor tekenen en ontving dienaangaande het eerste onderricht van zijn oom Dominique Bourla, een architect uit Parijs.
Hij deed zijn studies in die stad, onder leiding van twee befaamde bouwmeesters: Charles Percier (°1764, †1838) en Pierre Fontaine (°1762, †1853), de belangrijkste vertegenwoordigers van de empirestijl.

### Functies
Bruno Renard was:
- vanaf 1808: leraar "Architectuur" aan de Tekenacademie van Doornik. In deze functie gaf hij onder meer les aan Auguste Payen (°1801, †1877);
- lid van de Koninklijke Academie voor Beeldende Kunsten van Amsterdam;
- 1835-1861: werkend lid van de Koninklijke Commissie voor Monumenten vanaf haar oprichting in 1835;
- 1847-1861: werkend lid van de Koninklijke Academie voor Wetenschappen, Letteren en Schone Kunsten van België;
- medestichter van de Geschiedkundige en Letterkundige Kring van Doornik (Société historique et littéraire de Tournai).

Ook was hij vrijmetselaar sedert 1808. Hij oefende voor deze groep meermaals de functie van Eerbiedwaardige Meester uit, in de periode van 1823 tot 1840.

### Eerbetoon
- Op 23 februari 1858 vierde de stad Doornik met veel luister Renard's dubbel jubileum: vijftig jaar stadsarchitect en bovendien leraar aan de Academie. Als eerbetoon schonk men hem zijn portret, geschilderd door kunstenaar Joseph Stallaert.
- In april 2004 liet het stadsbestuur op het Sint-Pietersplein een bronzen standbeeld van Bruno Renard plaatsen. Dit was gemaakt door Christine Jongen maar werd in de loop der jaren (na 2010) geroofd, vermoedelijk door metaaldieven.

### Overlijden
In 1861 trok Bruno Renard zich wegens ziekte terug bij zijn gelijknamige zoon te Brussel, waar hij -na een langdurige en pijnlijke kwaal- overleed.

## Werken

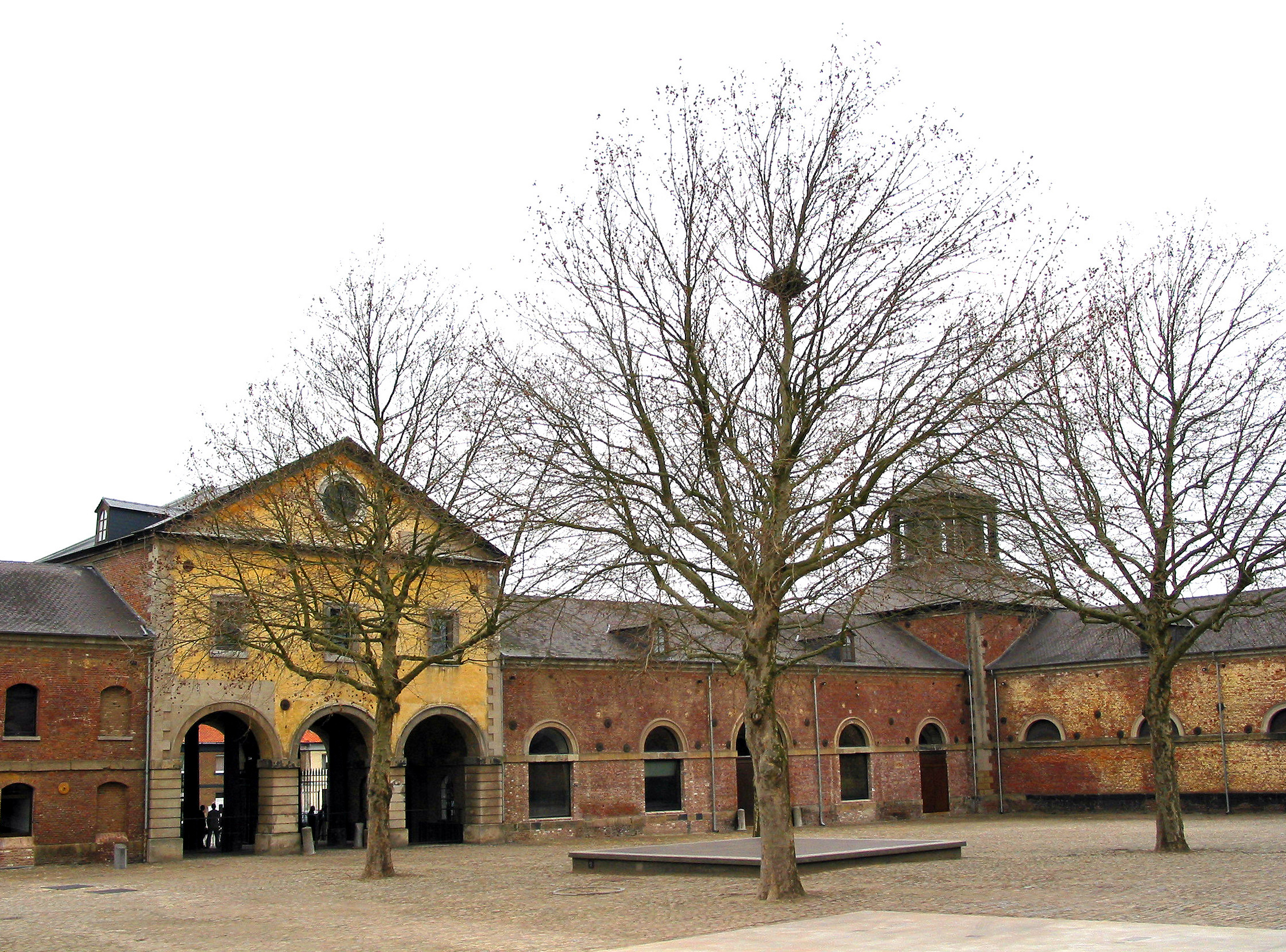
Industriële architectuur: Le Grand-Hornu

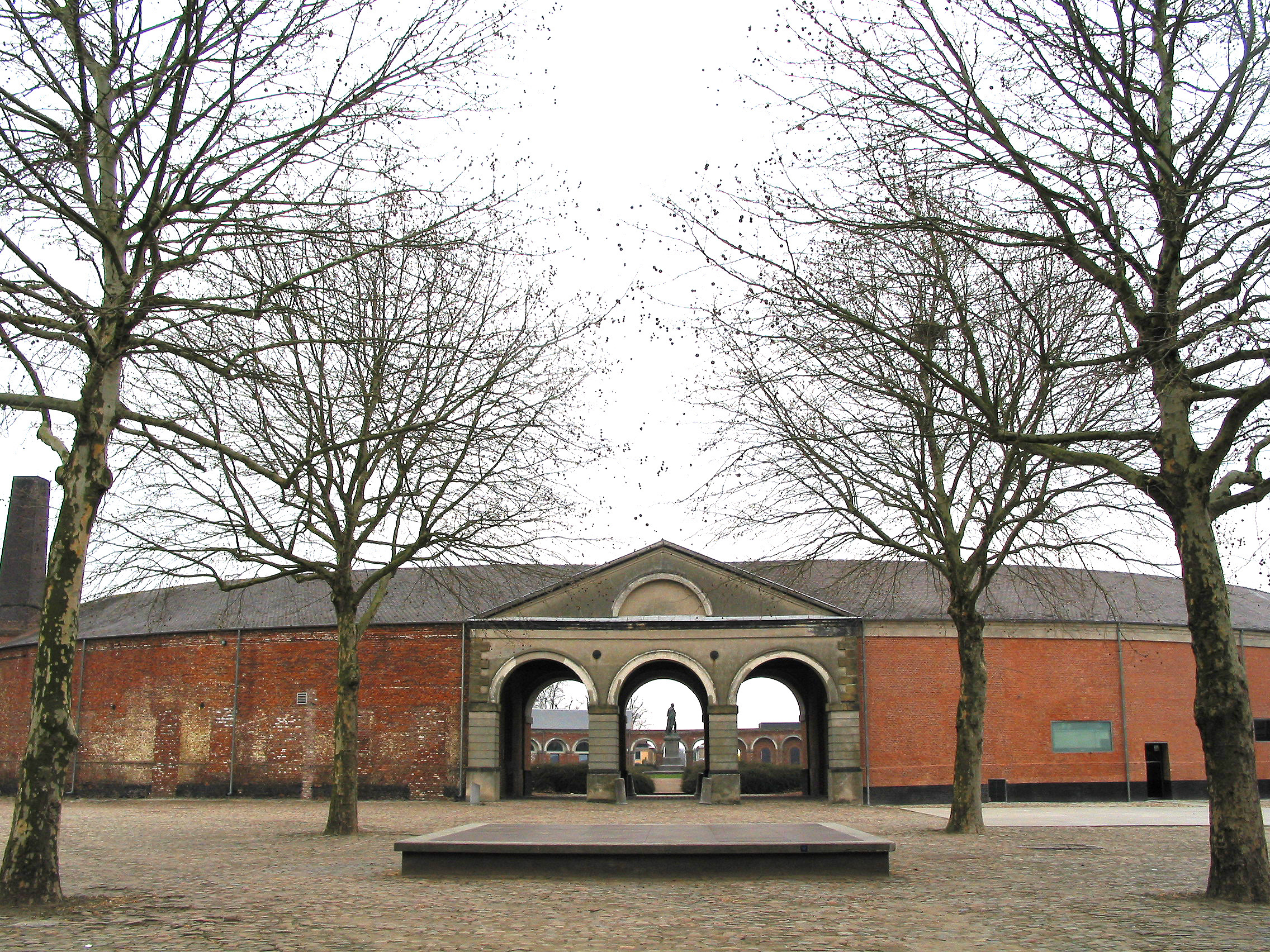
Monumentale neoklassieke portiek die toegang geeft tot de tweede binnenplaats van het industriële complex genaamd "Le Grand-Hornu", gebouwd tussen 1810 en 1830 door Henri De Gorge, naar de plannen van Bruno Renard.

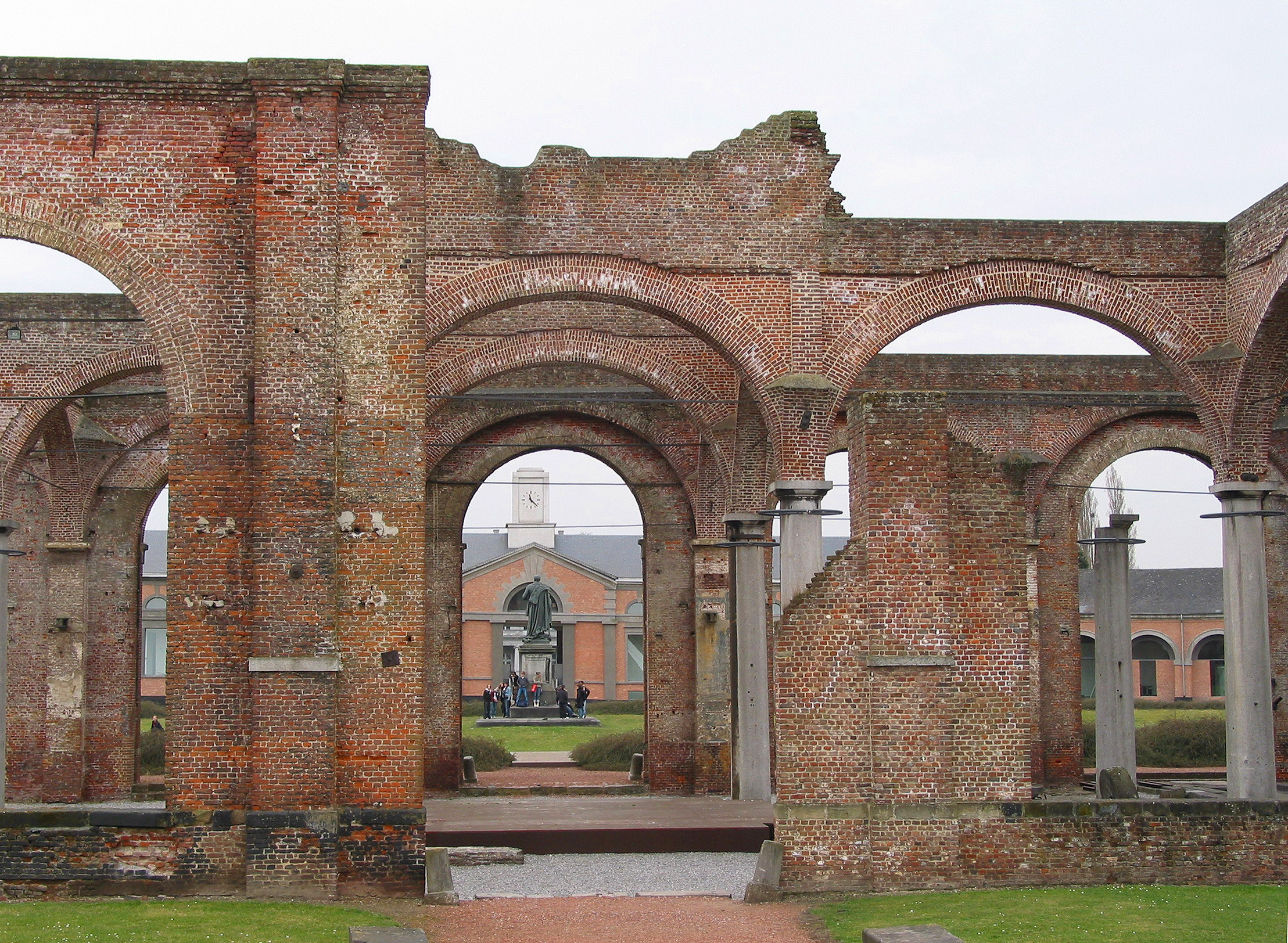
Werkplaats en ovale binnenplaats van het voormalige industriële complex "Le Grand-Hornu".

Nadat hij zijn opleiding in Parijs beëindigd had en terug in Doornik kwam, werd hij op 22 februari 1808 aangesteld als stadsarchitect. Hij werd door het stadsbestuur van Doornik belast met deelname aan alle werken waarvan de uitvoering het stedelijk uitzicht konden veranderen.
Tevens leidde hij van 1819 tot 1823 -in opdracht van de Belgische autoriteiten-, de werkzaamheden aan de Doornikse vesting en de bouw van het paviljoen voor de bevelhebber van de citadel.
Hij ontwierp:
- het grootste deel van het Sint-Pietersplein (Place Saint-Pierre) op de plaats waar tot 1821 een kerk met dezelfde naam had gestaan;
- het Parkplein (Place du Parc) op de plaats waar tot 1822 het stadhuis stond;
- het Huis Gorin;
- de concertzaal (van 1822 tot 1824);
- de Vifquinkaai. Voor de bouw hiervan was hij genoodzaakt de rij huizen in de Huidevettersstraat (rue des Tanneurs) (waarvan de muren tot in het Scheldewater reikten) te slopen;
- de galerij en de vierkante zaal van het Natuurhistorisch Museum welke in 1839 ingehuldigd werd op de erekoer van het stadhuis;
- de poort van de noordelijke begraafplaats (Empire-stijl).

Renard was eveneens belast met het onderhoud en de verbetering van de wegen in de dichtbevolkte Doornikse wijken. Gedwongen door het stadsbestuur was hij genoodzaakt daden van vandalisme te stellen, zoals de sloop van de zaal der raadsleden (Halle aux Consaux) en het afbreken van de boogbrug. Niettemin stelde hij een geïllustreerde lijst op van deze vernielde gotische monumenten en liet een verzameling zeer getrouwe tekeningen na, met een grote archeologische waarde.
Bruno Renard besteedde ook aandacht aan talrijke private gebouwen.
1. Bouw:
  - het Huis voor het "spel met de handpalm" (Jeu de paume) in de Verlorenstraat (rue Perdue). Dit was een gebouw in Lodewijk XVI-stijl;
  - de keizerlijke tapijtenfabriek: zijn meest monumentale werk dat hij tekende in 1811, tijdens het Napoleontisch Keizerrijk. De bouw werd voltrokken op het terrein van het voormalige Klarissenklooster in de Klarissenstraat te Doornik. Men kan thans nog de neoclassicistische ingang bewonderen, die deel uitmaakte van de centrale portiek en bekroond was met zes door Paul Dumortier gemaakte beeldjes. Eén enkel bewaard beeldje bevindt zich thans nog in het Folkloremuseum;
  - het zogenaamde Kartuizerskasteel (Château de la Chartreuse) te Chercq. Dit privaat bouwwerk werd opgericht op het terrein van een voormalig kartuizersklooster;
  - hotel Peeters, Sint-Maartenstraat, Doornik. Heden: Centre de la Marionnette;
  - 1837-1839: Ontwerp van het kasteel Grenier te Gavere, Molenstraat 67, 71, 77-79.
2. Aanpassingswerken:
  - 1855-1860: Kasteel Mariahove te Bellem (Aalter), Mariahovelaan 2, 4 en 4A: Aanpassing in neoclassicistische stijl.

Renard tekende ook het titelblad van het boek "Fastes belgiques" (De praal van België): een lithografisch werk, in 1821 gepubliceerd door Marcellin Jobard.
Mettertijd nam Bruno Renard deel aan de ontwikkeling van de industriële architectuur, met name door het ontwerp van 't hoofdgebouw der kolenmijn van Hornu, thans Le Grand-Hornu genoemd. Deze constructie en de tweehonderd arbeiderswoningen -op het einde van de 20-ste eeuw omgevormd tot cultureel centrum- vormen daarvan een getuigenis.
Een studie welke hij omstreeks 1840 bijzonder ter harte nam, samen met een comité van geleerden, was deze met betrekking tot de restauratie van de Onze-Lieve-Vrouwekathedraal te Doornik.
Omstreeks diezelfde tijd, vanaf 1844, voerde hij de restauratie van het belfort uit, teneinde het monument zijn oorspronkelijk uitzicht  te geven.
Op 15 februari 1846 stelde hij zijn confraters in kennis van de resultaten van zijn opzoekingen aangaande de Gallo-Romaanse ruimte te Doornik, de oude Romaanse wegen, de kerk van Esquelmes in Romaanse stijl, de oude Sint-Pieterskapel in de Sint-Maartenstraat, enzovoort.
Ingevolge een aantal meningsverschillen met leden van de restauratiecommissie der kathedraal, zag hij in 1849 af van de leiding van het werk en droeg het over aan zijn voormalige leerling, architect Justin Bruyenne.
De diepgaande studie van de kathedraal stelde hij in 1852 te boek, samen met de plans, dwarsdoorsneden, opstanden en details van het gebouw, onder de titel: "Monographie de Notre-Dame de Tournai".
Als leraar publiceerde hij een cursus "Industrieel tekenen" en leidde hij gedurende meer dan vijftig jaren een belangrijk aantal architecten op. 
Voor hen publiceerde hij eveneens een cursus lijntekenen.
Een aantal monumentale gebouwen van Bruno Renard ging ten onder gedurende de Eerste Wereldoorlog, tijdens de bombardementen van mei 1940.
- Bibliothèque nationale de France: cb15639779w (data)
- Gemeinsame Normdatei: 124623824
- International Standard Name Identifier: 0000 0000 6660 9506
- Nederlandse Thesaurus van Auteursnamen: 072763345
- RKD-Nederlands Instituut voor Kunstgeschiedenis: 66258
- Système universitaire de documentation: 137031696
- Union List of Artist Names: 500099790
- Virtual International Authority File: 20007257
- WorldCat: E39PBJkp3dqCJWVrwMxxrCgYfq